# أزيلال (سيدي بو عبد اللي)
أزيلال هي إحدى مشيخات المملكة المغربية، تتبع جغرافيا لإقليم تيزنيت وإداريًا لسيدي بو عبد اللي. يقدر عدد سكانها بـ 2583 نسمة حسب الإحصاء الرسمي للسكان والسكنى لسنة 2004.